# Liga de Naciones de Voleibol Masculino de 2023
La Liga de Naciones de Voleibol de 2023 fue la quinta edición del torneo anual más importante de selecciones nacionales de voleibol, el evento es organizado por la Federación Internacional de Voleibol (FIVB) y contó con 16 equipos. El evento tendrá lugar del 6 de junio al 23 de julio. La fase final se disputó en Gdansk, Polonia.

## Equipos participantes
16 equipos se calificaron para la competencia. 10 de ellos calificaron como equipos principales que no descienden. Otros 6 equipos fueron seleccionados como equipos invitados que podrían ser relegados del torneo.
Cuba reemplazó a Australia tras ganar la Challenger Cup 2022.
|                     | AVC        | CEV                                    | NORCECA        | CSV              |
| ------------------- | ---------- | -------------------------------------- | -------------- | ---------------- |
| Equipos principales | Japón Irán | Alemania Francia Italia Polonia Serbia | Estados Unidos | Argentina Brasil |
| Equipos desafiantes | China      | Bulgaria Países Bajos Eslovenia        | Canadá Cuba    |                  |

### Participaciones
| País           | Confederación | Designación       | Apariciones previas | Apariciones previas | Apariciones previas | Mejor resultado         |
| País           | Confederación | Designación       | Total               | Primera             | Última              | Mejor resultado         |
| -------------- | ------------- | ----------------- | ------------------- | ------------------- | ------------------- | ----------------------- |
| Argentina      | CSV           | Equipo Principal  | 4                   | 2018                | 2022                | 7.º lugar (2019)        |
| Brasil         | CSV           | Equipo Principal  | 4                   | 2018                | 2022                | Campeones (2021)        |
| Bulgaria       | CEV           | Equipo Desafiante | 4                   | 2018                | 2022                | 11.º lugar (2018)       |
| Canadá         | NORCECA       | Equipo Desafiante | 4                   | 2018                | 2022                | 7.º lugar (2018)        |
| China          | AVC           | Equipo Desafiante | 3                   | 2018                | 2022                | 13.º lugar (2022)       |
| Cuba           | NORCECA       | Equipo Desafiante | 0                   | —                   | —                   | Primera aparición       |
| Francia        | CEV           | Equipo Principal  | 4                   | 2018                | 2022                | Campeones (2022)        |
| Alemania       | CEV           | Equipo Principal  | 4                   | 2018                | 2022                | 9.º lugar (2018)        |
| Irán           | AVC           | Equipo Principal  | 4                   | 2018                | 2022                | 5.º lugar (2019)        |
| Italia         | CEV           | Equipo Principal  | 4                   | 2018                | 2022                | 4.º lugar (2022)        |
| Japón          | AVC           | Equipo Principal  | 4                   | 2018                | 2022                | 5.º lugar (2022)        |
| Países Bajos   | CEV           | Equipo Desafiante | 2                   | 2021                | 2022                | 8.º lugar (2022)        |
| Polonia        | CEV           | Equipo Principal  | 4                   | 2018                | 2022                | Finalistas (2021)       |
| Serbia         | CEV           | Equipo Principal  | 4                   | 2018                | 2022                | 5.º lugar (2018)        |
| Eslovenia      | CEV           | Equipo Desafiante | 2                   | 2021                | 2022                | 4.º lugar (2021)        |
| Estados Unidos | NORCECA       | Equipo Principal  | 4                   | 2018                | 2022                | Finalistas (2019, 2022) |

## Formato

### Ronda preliminar
El formato de juego es el mismo que el de la edición 2022. El nuevo formato verá a 16 equipos masculinos compitiendo en grupos de 8 equipos durante la fase de grupos. Cada equipo juega 12 partidos durante la fase de grupos. Luego, ocho equipos pasarán a la fase eliminatoria final de la competencia.

### Ronda final
Las finales de VNL verán a los siete equipos más fuertes junto con el país anfitrión de la final pasar directamente a la fase eliminatoria que constará de ocho partidos en total: cuatro cuartos de final, dos semifinales y los partidos por la medalla de bronce y oro.
Fórmula final de eliminación directa de 8:
1. El primer clasificado jugará un partido de cuartos de final contra el octavo clasificado, el segundo clasificado jugará un partido de cuartos de final contra el séptimo clasificado, el tercer clasificado jugará un partido de cuartos de final contra el sexto clasificado y el cuarto clasificado jugará un partido de cuartos de final contra el quinto clasificado.
2. El Equipo Anfitrión se coloca en primera posición si el equipo está entre los 8 mejores equipos en la Clasificación Final después de la Fase Preliminar de VNL.
3. El Equipo Anfitrión se coloca en la octava posición si el equipo no está entre los 8 mejores equipos en la Clasificación Final después de la Fase Preliminar de VNL.

## Composición de los bombos
La descripción general de las agrupaciones se publicó el 11 de noviembre de 2022.
| Semana 1                                                                 | Semana 1                                                   | Semana 2                                                              | Semana 2                                                      | Semana 3                                                            | Semana 3                                                        |
| Grupo 1 Ottawa                                                           | Grupo 2 Nagoya                                             | Grupo 3 Róterdam                                                      | Grupo 4 Orleans                                               | Grupo 5 Anaheim                                                     | Grupo 6 Pásay, Filipinas                                        |
| ------------------------------------------------------------------------ | ---------------------------------------------------------- | --------------------------------------------------------------------- | ------------------------------------------------------------- | ------------------------------------------------------------------- | --------------------------------------------------------------- |
| Canadá Cuba Estados Unidos Alemania Argentina Países Bajos Italia Brasil | Japón Eslovenia Francia Polonia Serbia China Bulgaria Irán | Países Bajos Estados Unidos Polonia Irán Italia Alemania Serbia China | Francia Cuba Brasil Japón Eslovenia Bulgaria Argentina Canadá | Estados Unidos Irán Argentina Bulgaria Francia Alemania Serbia Cuba | Japón Polonia China Italia Eslovenia Países Bajos Brasil Canadá |

### Ronda preliminar
| Grupo 1           | Grupo 2                           | Grupo 3                           |
| ----------------- | --------------------------------- | --------------------------------- |
| Ottawa, Canadá    | Nagoya, Japón                     | Róterdam, Países Bajos            |
| Estadio TD Place  | Salón Nippon Gaishi               | Róterdam Ahoy                     |
| Capacidad: 9500   | Capacidad: 10 000                 | Capacidad: 16 426                 |
|                   |                                   |                                   |
| Grupo 4           | Grupo 5                           | Grupo 6                           |
| Orleáns, Francia  | Anaheim, Estados Unidos           | Ciudad de Pasay, Filipinas        |
| Arena CO'MET      | Centro de Convenciones de Anaheim | SM Mall of Asia Arena             |
| Capacidad: 10 000 | Capacidad: 7500                   | Capacidad: 15 000                 |
|                   |                                   | Archivo:Mall of Asia Arena 21.jpg |

### Ronda final
| Todos los partidos |
| ------------------ |
| Gdansk, Polonia    |
| Ergo Arena         |
| Capacidad: 11 409  |
|                    |

## Calendario
| ● | Ronda preliminar | ● | Ronda final |

| Semana 1 6-11 de junio | Semana 2 20-25 de junio | Semana 3 4–9 de julio | Semana 4 19–23 de julio |
| ---------------------- | ----------------------- | --------------------- | ----------------------- |
| 32 partidos            | 32 partidos             | 32 partidos           | 8 partidos              |

## Puntuación y desempates
1. Número total de victorias (partidos ganados, partidos perdidos)
2. En caso de empate, se aplicará el siguiente primer criterio de desempate: Los equipos se clasificarán según la mayor cantidad de puntos ganados por partido de la siguiente manera:
  - Partido ganado 3-0 o 3-1: 3 puntos para el ganador, 0 puntos para el perdedor
  - Partido ganado 3–2: 2 puntos para el ganador, 1 punto para el perdedor
  - Partido perdido: 3 puntos para el ganador, 0 puntos (0-25, 0-25, 0-25) para el perdedor
3. Si los equipos siguen empatados después de examinar el número de victorias y puntos obtenidos, la FIVB examinará los resultados para desempatar en el siguiente orden:
  - Cociente de sets: si dos o más equipos están empatados en el número de puntos ganados, serán clasificados por el cociente que resulte de la división del número de todos los sets ganados por el número de todos los sets perdidos.
  - Cociente de puntos: si persiste el empate en base al cociente de sets, los equipos serán clasificados por el cociente que resulte de la división de todos los puntos anotados por el total de puntos perdidos en todos los sets.
  - Si persiste el empate en base al cociente de puntos, se romperá el empate en base al equipo que ganó el partido de la Fase Round Robin entre los equipos empatados. Cuando el empate en el cociente de puntos es entre tres o más equipos, estos equipos se clasificarán teniendo en cuenta únicamente los partidos en los que participen los equipos en cuestión.

| Pos. | Equipo         | Puntos | Partidos | Partidos | Sets | Sets | Sets  | Puntos | Puntos | Puntos |
| Pos. | Equipo         | Puntos | PG       | PP       | SG   | SP   | Ratio | PG     | PP     | Ratio  |
| ---- | -------------- | ------ | -------- | -------- | ---- | ---- | ----- | ------ | ------ | ------ |
| 1    | Estados Unidos | 31     | 10       | 2        | 33   | 7    | 4,714 | 986    | 891    | 1,106  |
| 2    | Japón          | 27     | 10       | 2        | 31   | 16   | 1,937 | 1109   | 1034   | 1,072  |
| 3    | Polonia        | 25     | 10       | 2        | 30   | 19   | 1,578 | 1108   | 1057   | 1,048  |
| 4    | Italia         | 26     | 9        | 3        | 28   | 15   | 1,866 | 1016   | 906    | 1,121  |
| 5    | Argentina      | 26     | 9        | 3        | 32   | 18   | 1,777 | 1184   | 1092   | 1,084  |
| 6    | Brasil         | 25     | 8        | 4        | 30   | 18   | 1,666 | 1108   | 1033   | 1,072  |
| 7    | Eslovenia      | 25     | 8        | 4        | 27   | 17   | 1,588 | 1036   | 997    | 1,039  |
| 8    | Francia        | 18     | 6        | 6        | 23   | 21   | 1,095 | 1046   | 1007   | 1,038  |
| 9    | Serbia         | 16     | 6        | 6        | 23   | 23   | 1,000 | 1045   | 1056   | 0,989  |
| 10   | Países Bajos   | 17     | 5        | 7        | 22   | 24   | 0,916 | 1028   | 1054   | 0,975  |
| 11   | Alemania       | 10     | 3        | 9        | 16   | 28   | 0,571 | 963    | 1036   | 0,929  |
| 12   | Canadá         | 9      | 3        | 9        | 15   | 31   | 0,483 | 983    | 1074   | 0,915  |
| 13   | Cuba           | 8      | 3        | 9        | 15   | 33   | 0,454 | 1023   | 1119   | 0,914  |
| 14   | Irán           | 11     | 2        | 10       | 16   | 31   | 0,516 | 995    | 1073   | 0,927  |
| 15   | Bulgaria       | 8      | 2        | 10       | 13   | 32   | 0,406 | 957    | 1075   | 0,890  |
| 16   | China          | 6      | 2        | 10       | 12   | 33   | 0,407 | 941    | 1074   | 0,876  |

     - Clasificados a la ronda final.      - Clasificado a la ronda final como anfitrión.      - Relegado a la Copa Challenger

### Semana 1
Grupo 1
- Sede:  TD Place
- Todos los horarios corresponden a la hora de Ottawa, Canadá ( UTC-03:00 ).

| Fecha       | Hora  | Equipo 1       | Sets  | Equipo 2       | Set 1 | Set 2 | Set 3 | Set 4 | Set 5 | Total   |
| ----------- | ----- | -------------- | ----- | -------------- | ----- | ----- | ----- | ----- | ----- | ------- |
| 6 de junio  | 16:30 | Italia         | 0 : 3 | Argentina      | 22–25 | 23–25 | 18–25 |       |       | 63–75   |
| 6 de junio  | 20:00 | Canadá         | 3 : 2 | Cuba           | 25–21 | 26–28 | 25–21 | 22–25 | 15–13 | 113–108 |
| 7 de junio  | 16:30 | Estados Unidos | 3 : 0 | Países Bajos   | 25–19 | 25–23 | 25–21 |       |       | 75–63   |
| 7 de junio  | 20:00 | Brasil         | 3 : 1 | Alemania       | 26–24 | 25–16 | 19–25 | 25–15 |       | 95–80   |
| 8 de junio  | 11:00 | Países Bajos   | 3 : 0 | Cuba           | 28–26 | 25–23 | 25–18 |       |       | 78–67   |
| 8 de junio  | 16:30 | Italia         | 0 : 3 | Estados Unidos | 15–25 | 18–25 | 19–25 |       |       | 52–75   |
| 8 de junio  | 20:00 | Argentina      | 2 : 3 | Brasil         | 25–19 | 19–25 | 25–23 | 23–25 | 13–15 | 105–107 |
| 9 de junio  | 11:00 | Países Bajos   | 3 : 0 | Alemania       | 25–20 | 33–31 | 25–21 |       |       | 83–72   |
| 9 de junio  | 16:30 | Italia         | 3 : 1 | Cuba           | 25–20 | 25–19 | 20–25 | 25–18 |       | 95–82   |
| 9 de junio  | 20:00 | Canadá         | 1 : 3 | Argentina      | 21–25 | 25–21 | 21–25 | 16–25 |       | 83–96   |
| 10 de junio | 11:00 | Alemania       | 1 : 3 | Italia         | 23–25 | 18–25 | 27–25 | 19–25 |       | 93–100  |
| 10 de junio | 16:30 | Brasil         | 2 : 3 | Cuba           | 16–25 | 25–22 | 29–27 | 22–25 | 18–20 | 110–119 |
| 10 de junio | 20:00 | Canadá         | 0 : 3 | Estados Unidos | 22–25 | 20–25 | 20–25 |       |       | 62–75   |
| 11 de junio | 11:00 | Argentina      | 3 : 2 | Países Bajos   | 34–36 | 25–20 | 25–17 | 20–25 | 15–10 | 119–108 |
| 11 de junio | 16:30 | Estados Unidos | 1 : 3 | Brasil         | 19–25 | 25–21 | 15–25 | 21–25 |       | 80–96   |
| 11 de junio | 18:00 | Canadá         | 1 : 3 | Alemania       | 25–20 | 17–25 | 21–25 | 21–25 |       | 84–95   |

Grupo 2
- Sede:  Nippongaishi Hall
- Todos los horarios corresponden a la hora de Nagoya, Japón ( UTC+09:00 ).

| Fecha       | Hora  | Equipo 1  | Sets  | Equipo 2  | Set 1 | Set 2 | Set 3 | Set 4 | Set 5 | Total   |
| ----------- | ----- | --------- | ----- | --------- | ----- | ----- | ----- | ----- | ----- | ------- |
| 6 de junio  | 16:10 | Bulgaria  | 2 : 3 | China     | 20–25 | 25–21 | 21–25 | 25–20 | 9–15  | 100–106 |
| 6 de junio  | 19:40 | Japón     | 3 : 0 | Irán      | 25–16 | 25–22 | 25–19 |       |       | 75–57   |
| 7 de junio  | 15:00 | Eslovenia | 3 : 1 | Serbia    | 31–29 | 19–25 | 25–20 | 25–21 |       | 100–85  |
| 7 de junio  | 18:00 | Polonia   | 3 : 1 | Francia   | 25–23 | 18–25 | 35–33 | 25–15 |       | 103–96  |
| 8 de junio  | 12:00 | Eslovenia | 0 : 3 | Bulgaria  | 24–26 | 23–25 | 17–25 |       |       | 64–76   |
| 8 de junio  | 15:00 | Serbia    | 3 : 0 | China     | 34–32 | 25–16 | 25–20 |       |       | 84–68   |
| 8 de junio  | 18:00 | Polonia   | 3 : 2 | Irán      | 23–25 | 23–25 | 25–21 | 25–15 | 15–13 | 111–99  |
| 9 de junio  | 13:10 | China     | 1 : 3 | Francia   | 20–25 | 25–23 | 16–25 | 17–25 |       | 78–98   |
| 9 de junio  | 16:10 | Polonia   | 3 : 2 | Bulgaria  | 25–27 | 25–19 | 22–25 | 25–25 | 15–11 | 112–104 |
| 9 de junio  | 19:40 | Japón     | 3 : 1 | Serbia    | 22–25 | 25–21 | 25–23 | 25–20 |       | 97–89   |
| 10 de junio | 12:40 | Francia   | 1 : 3 | Eslovenia | 23–25 | 18–25 | 25–21 | 22–25 |       | 88–96   |
| 10 de junio | 15:40 | Irán      | 3 : 1 | China     | 23–25 | 25–15 | 25–20 | 25–14 |       | 98–74   |
| 10 de junio | 19:10 | Japón     | 3 : 0 | Bulgaria  | 25–22 | 25–21 | 26–24 |       |       | 76–67   |
| 11 de junio | 12:40 | Eslovenia | 3 : 0 | Irán      | 25–19 | 25–23 | 25–23 |       |       | 75–65   |
| 11 de junio | 15:40 | Serbia    | 3 : 0 | Polonia   | 25–21 | 25–19 | 25–14 |       |       | 75–54   |
| 11 de junio | 19:10 | Japón     | 3 : 1 | Francia   | 25–27 | 25–22 | 25–21 | 25–20 |       | 100–90  |

### Semana 2

#### Grupo 3
- Todos los horarios corresponden a la hora de Róterdam, Países Bajos ( UTC+02:00 ).

| Fecha       | Hora  | Equipo 1       | Sets  | Equipo 2       | Set 1 | Set 2 | Set 3 | Set 4 | Set 5 | Total   |
| ----------- | ----- | -------------- | ----- | -------------- | ----- | ----- | ----- | ----- | ----- | ------- |
| 20 de junio | 13:00 | Irán           | 3 : 0 | Alemania       | 25–23 | 26–24 | 25–16 |       |       | 76–63   |
| 20 de junio | 16:30 | Estados Unidos | 3 : 1 | Serbia         | 22–25 | 25–19 | 25–19 | 25–21 |       | 97–84   |
| 20 de junio | 20:00 | Países Bajos   | 3 : 0 | China          | 25–19 | 25–22 | 25–21 |       |       | 75–62   |
| 21 de junio | 13:00 | Irán           | 0 : 3 | Italia         | 19–25 | 16–25 | 24–26 |       |       | 59–76   |
| 21 de junio | 16:30 | Estados Unidos | 3 : 0 | China          | 28–26 | 25–22 | 25–18 |       |       | 78–66   |
| 21 de junio | 20:00 | Alemania       | 2 : 3 | Polonia        | 21–25 | 25–22 | 14–25 | 25–17 | 10–15 | 95–104  |
| 22 de junio | 13:00 | China          | 0 : 3 | Italia         | 13–25 | 19–25 | 24–26 |       |       | 56–76   |
| 22 de junio | 16:30 | Serbia         | 3 : 1 | Alemania       | 25–21 | 20–25 | 25–23 | 25–23 |       | 95–92   |
| 22 de junio | 20:00 | Países Bajos   | 2 : 3 | Polonia        | 25–22 | 18–25 | 25–18 | 22–25 | 11–15 | 101–105 |
| 23 de junio | 16:30 | Irán           | 0 : 3 | Estados Unidos | 22–25 | 18–25 | 23–25 |       |       | 63–75   |
| 23 de junio | 20:00 | Serbia         | 0 : 3 | Italia         | 11–25 | 21–25 | 20–25 |       |       | 52–75   |
| 24 de junio | 13:00 | Polonia        | 0 : 3 | Estados Unidos | 22–25 | 18–25 | 19–25 |       |       | 59–75   |
| 24 de junio | 17:00 | Países Bajos   | 3 : 2 | Irán           | 16–25 | 25–16 | 21–25 | 25–17 | 15–10 | 102–93  |
| 24 de junio | 20:30 | China          | 3 : 1 | Alemania       | 23–25 | 25–18 | 25–19 | 25–21 |       | 98–83   |
| 25 de junio | 12:30 | Italia         | 1 : 3 | Polonia        | 19–25 | 26–28 | 25–18 | 20–25 |       | 90–96   |
| 25 de junio | 16:00 | Países Bajos   | 2 : 3 | Serbia         | 25–22 | 21–25 | 25–21 | 33–35 | 9–15  | 113–118 |

#### Grupo 4
- Todos los horarios corresponden a la hora de Orleáns, Francia ( UTC+02:00 ).

| Fecha       | Hora  | Equipo 1  | Sets  | Equipo 2  | Set 1 | Set 2 | Set 3 | Set 4 | Set 5 | Total   |
| ----------- | ----- | --------- | ----- | --------- | ----- | ----- | ----- | ----- | ----- | ------- |
| 20 de junio | 13:00 | Japón     | 3 : 1 | Canadá    | 25–22 | 25–17 | 24–26 | 25–14 |       | 99–79   |
| 20 de junio | 17:00 | Argentina | 1 : 3 | Eslovenia | 25–21 | 21–25 | 21–25 | 21–25 |       | 88–96   |
| 20 de junio | 20:30 | Brasil    | 3 : 0 | Bulgaria  | 25–22 | 25–17 | 25–15 |       |       | 75–54   |
| 21 de junio | 13:00 | Japón     | 3 : 0 | Cuba      | 25–21 | 25–16 | 25–21 |       |       | 75–58   |
| 21 de junio | 17:00 | Eslovenia | 3 : 0 | Canadá    | 25–23 | 25–22 | 25–14 |       |       | 75–59   |
| 21 de junio | 20:30 | Argentina | 3 : 1 | Francia   | 22–25 | 26–24 | 25–21 | 25–20 |       | 98–90   |
| 22 de junio | 13:00 | Japón     | 3 : 2 | Brasil    | 25–23 | 25–21 | 18–25 | 22–25 | 18–16 | 108–110 |
| 22 de junio | 17:00 | Canadá    | 3: 1  | Bulgaria  | 22–25 | 25–23 | 25–22 | 25–20 |       | 97–90   |
| 22 de junio | 20:30 | Eslovenia | 3 : 1 | Cuba      | 22–25 | 25–15 | 25–16 | 25–19 |       | 97–75   |
| 23 de junio | 16:30 | Argentina | 3 : 0 | Bulgaria  | 25–18 | 25–21 | 25–22 |       |       | 75–61   |
| 23 de junio | 20:30 | Francia   | 3 : 0 | Cuba      | 25–18 | 25–20 | 25–20 |       |       | 75–58   |
| 24 de junio | 13:00 | Japón     | 3 : 2 | Argentina | 25–18 | 25–22 | 31–33 | 22–25 | 15–12 | 118–110 |
| 24 de junio | 17:00 | Brasil    | 3 : 1 | Eslovenia | 23–25 | 25–21 | 26–24 | 25–21 |       | 99–91   |
| 24 de junio | 20:30 | Canadá    | 0 : 3 | Francia   | 17–25 | 21–25 | 21–25 |       |       | 59–75   |
| 25 de junio | 13:00 | Bulgaria  | 2 : 3 | Cuba      | 25–23 | 19–25 | 20–25 | 25–16 | 16–18 | 105–107 |
| 25 de junio | 17:00 | Brasil    | 3 : 1 | Francia   | 25–20 | 26–24 | 19–25 | 25–23 |       | 95–92   |

### Semana 3

#### Grupo 5
- Todos los horarios son en hora de Anaheim, Estados Unidos ( UTC−07:00 ).

| Fecha      | Hora  | Equipo 1       | Sets  | Equipo 2  | Set 1 | Set 2 | Set 3 | Set 4 | Set 5 | Total   |
| ---------- | ----- | -------------- | ----- | --------- | ----- | ----- | ----- | ----- | ----- | ------- |
| 4 de julio | 13:00 | Argentina      | 3 : 1 | Serbia    | 19–25 | 25–16 | 25–19 | 25–18 |       | 94–78   |
| 4 de julio | 16:30 | Irán           | 0 : 3 | Francia   | 18–25 | 22–25 | 19–25 |       |       | 59–75   |
| 5 de julio | 17:00 | Alemania       | 3 : 0 | Bulgaria  | 25–22 | 25–18 | 25–22 |       |       | 75–62   |
| 5 de julio | 20:30 | Estados Unidos | 3 : 0 | Cuba      | 27–25 | 25–17 | 25–15 |       |       | 77–57   |
| 6 de julio | 13:30 | Argentina      | 3 : 0 | Alemania  | 25–23 | 25–18 | 25–17 |       |       | 75–58   |
| 6 de julio | 17:00 | Serbia         | 3 : 2 | Cuba      | 19–25 | 25–23 | 25–21 | 22–25 | 15–11 | 106–105 |
| 6 de julio | 20:30 | Bulgaria       | 3 : 2 | Irán      | 21–25 | 25–21 | 22–25 | 25–22 | 15–11 | 108–104 |
| 7 de julio | 13:30 | Serbia         | 1 : 3 | Francia   | 25–20 | 23–25 | 20–25 | 26–28 |       | 94–98   |
| 7 de julio | 17:00 | Cuba           | 0 : 3 | Alemania  | 23–25 | 23–25 | 22–25 |       |       | 68–75   |
| 7 de julio | 20:30 | Estados Unidos | 2 : 3 | Argentina | 18–25 | 25–23 | 25–23 | 41–43 | 12–15 | 91–129  |
| 8 de julio | 13:30 | Bulgaria       | 0 : 3 | Serbia    | 19–25 | 22–25 | 22–25 |       |       | 63–75   |
| 8 de julio | 17:00 | Argentina      | 3 : 2 | Irán      | 25–19 | 28–30 | 27–29 | 25–20 | 15–11 | 120–109 |
| 8 de julio | 20:30 | Estados Unidos | 3 : 0 | Francia   | 25–23 | 27–25 | 27–25 |       |       | 79–73   |
| 9 de julio | 13:30 | Cuba           | 3 : 2 | Irán      | 25–23 | 26–28 | 25–23 | 28-30 | 15-10 | 119-113 |
| 9 de julio | 17:00 | Francia        | 3 : 1 | Alemania  | 21–25 | 25–20 | 25–22 | 25-21 |       | 96-88   |
| 9 de julio | 20:30 | Estados Unidos | 3 : 0 | Bulgaria  | 29–27 | 25–19 | 25–21 |       |       | 79–67   |

#### Grupo 6
- Todos los horarios son la hora de Ciudad de Pasay, Filipinas ( UTC+08:00 ).

| Fecha      | Hora  | Equipo 1  | Sets  | Equipo 2     | Set 1 | Set 2 | Set 3 | Set 4 | Set 5 | Total   |
| ---------- | ----- | --------- | ----- | ------------ | ----- | ----- | ----- | ----- | ----- | ------- |
| 4 de julio | 11:00 | Brasil    | 1 : 3 | Italia       | 25–23 | 20–25 | 15–25 | 21–25 |       | 71–98   |
| 4 de julio | 15:00 | Japón     | 3 : 2 | China        | 24–26 | 25–23 | 21–25 | 25–23 | 15–12 | 110–109 |
| 5 de julio | 11:00 | Canadá    | 1 : 3 | Países Bajos | 22–25 | 22–25 | 25–17 | 18–25 |       | 87–93   |
| 5 de julio | 15:00 | Polonia   | 3 : 2 | Eslovenia    | 29–31 | 21–25 | 25–20 | 25–20 | 15–13 | 115–109 |
| 6 de julio | 11:00 | Brasil    | 3 : 0 | Países Bajos | 25–21 | 25–17 | 25–15 |       |       | 75–53   |
| 6 de julio | 15:00 | Canadá    | 2 : 3 | Italia       | 14–25 | 25–23 | 20–25 | 25–23 | 9–15  | 93–111  |
| 6 de julio | 19:00 | China     | 1 : 3 | Eslovenia    | 21–25 | 20–25 | 26–24 | 23–25 |       | 90–99   |
| 7 de julio | 11:00 | Polonia   | 3 : 1 | Brasil       | 25–23 | 22–25 | 25–21 | 25–21 |       | 97–90   |
| 7 de julio | 15:00 | Eslovenia | 0 : 3 | Italia       | 13–25 | 22–25 | 17–25 |       |       | 52–75   |
| 7 de julio | 19:00 | Japón     | 3 : 1 | Países Bajos | 25–19 | 26–24 | 23–25 | 25–17 |       | 99–85   |
| 8 de julio | 11:00 | Brasil    | 3 : 0 | China        | 25–19 | 25–17 | 25–17 |       |       | 75–53   |
| 8 de julio | 15:00 | Polonia   | 3 : 0 | Canadá       | 25–21 | 25–23 | 27–25 |       |       | 77–69   |
| 8 de julio | 19:00 | Japón     | 1 : 3 | Italia       | 27–29 | 26–28 | 25–23 | 20–25 |       | 98–105  |
| 9 de julio | 11:00 | China     | 1 : 3 | Canadá       | 25–23 | 21–25 | 17–25 | 18–25 |       | 81–98   |
| 9 de julio | 15:00 | Eslovenia | 3 : 0 | Países Bajos | 25–20 | 32–30 | 25–22 |       |       | 82–72   |
| 9 de julio | 19:00 | Japón     | 0 : 3 | Polonia      | 17–25 | 19–25 | 18–25 |       |       | 54–75   |

## Ronda final
- Del 19 al 23 de julio

- Sede:  Ergo Arena
- Todos los horarios corresponden a la hora de Gdańsk, Polonia ( UTC+02:00 ).

|  | Cuartos de final | Cuartos de final | Cuartos de final |         |                | Semifinales    | Semifinales | Semifinales |        |                | Final          | Final         | Final       |  |
|  | 19 y 20 de julio | 19 y 20 de julio | 19 y 20 de julio |         |                | 22 de julio    | 22 de julio | 22 de julio |        |                | 23 de julio    | 23 de julio   | 23 de julio |  |
|  |                  |                  |                  |         |                |                |             |             |        |                |                |               |             |  |
|  |                  |                  |                  |         |                |                |             |             |        |                |                |               |             |  |
|  | 1                | Estados Unidos   | 3                |         |                |                |             |             |        |                |                |               |             |  |
|  | 1                | Estados Unidos   | 3                |         |                |                |             |             |        |                |                |               |             |  |
|  | 8                | Francia          | 2                |         |                |                |             |             |        |                |                |               |             |  |
|  | 8                | Francia          | 2                |         | Estados Unidos | Estados Unidos | 3           |             |        |                |                |               |             |  |
|  | 19 de julio      |                  |                  |         | Estados Unidos | Estados Unidos | 3           |             |        |                |                |               |             |  |
|  |                  |                  | Italia           | Italia  | 0              |                |             |             |        |                |                |               |             |  |
|  | 4                | Italia           | Italia           | Italia  | 0              | 3              |             |             |        |                |                |               |             |  |
|  | 4                | Italia           |                  |         |                |                |             |             |        |                |                |               |             |  |
|  | 5                | Argentina        | 0                |         |                |                |             |             |        |                |                |               |             |  |
|  | 5                | Argentina        | 0                |         |                |                |             |             |        | Estados Unidos | Estados Unidos | 1             |             |  |
|  |                  |                  |                  |         |                |                |             |             |        | Estados Unidos | Estados Unidos | 1             |             |  |
|  |                  |                  | Polonia          | Polonia | 3              |                |             |             |        |                |                |               |             |  |
|  | 2                | Japón            | Polonia          | Polonia | 3              | 3              |             |             |        |                |                |               |             |  |
|  | 2                | Japón            |                  |         |                |                |             |             |        |                |                |               |             |  |
|  | 7                | Eslovenia        | 0                |         |                |                |             |             |        |                |                |               |             |  |
|  | 7                | Eslovenia        | 0                |         | Japón          | Japón          | 1           |             |        | Tercer puesto  | Tercer puesto  | Tercer puesto |             |  |
|  | 20 de julio      |                  |                  |         | Japón          | Japón          | 1           |             |        | Tercer puesto  | Tercer puesto  | Tercer puesto |             |  |
|  |                  |                  | Polonia          | Polonia | 3              |                |             |             |        |                |                |               |             |  |
|  | 3                | Polonia          | Polonia          | Polonia | 3              | 3              |             |             | Italia | Italia         | 2              |               |             |  |
|  | 3                | Polonia          |                  |         |                |                |             |             | Italia | Italia         | 2              |               |             |  |
|  | 6                | Brasil           | 0                |         |                |                |             |             |        |                | Japón          | Japón         | 3           |  |
|  | 6                | Brasil           | 0                |         |                |                |             |             |        |                | Japón          | Japón         | 3           |  |
|  |                  |                  |                  |         |                |                |             |             |        |                |                |               |             |  |

### Cuartos de final
| Fecha       | Hora  | Equipo 1       | Sets  | Equipo 2  | Set 1 | Set 2 | Set 3 | Set 4 | Set 5 | Total  |
| ----------- | ----- | -------------- | ----- | --------- | ----- | ----- | ----- | ----- | ----- | ------ |
| 19 de julio | 17:00 | Estados Unidos | 3 : 2 | Francia   | 25–21 | 25–18 | 17–25 | 24-26 | 15-9  | 106–99 |
| 19 de julio | 20:00 | Italia         | 3 : 0 | Argentina | 25–17 | 25–13 | 25–14 |       |       | 75–44  |
| 20 de julio | 17:00 | Japón          | 3 : 0 | Eslovenia | 26–24 | 25–18 | 25–22 |       |       | 76–64  |
| 20 de julio | 20:00 | Polonia        | 3 : 0 | Brasil    | 26–24 | 25–21 | 25–20 |       |       | 76–65  |

### Semifinales
| Fecha       | Hora  | Equipo 1       | Sets  | Equipo 2 | Set 1 | Set 2 | Set 3 | Set 4 | Set 5 | Total |
| ----------- | ----- | -------------- | ----- | -------- | ----- | ----- | ----- | ----- | ----- | ----- |
| 22 de julio | 17:00 | Japón          | 1 : 3 | Polonia  | 25–19 | 26–28 | 17–25 | 21-25 |       | 89–97 |
| 22 de julio | 20:30 | Estados Unidos | 3 : 0 | Italia   | 25–19 | 25–18 | 25–19 |       |       | 75–56 |

### Tercer lugar
| Fecha       | Hora  | Equipo 1 | Sets  | Equipo 2 | Set 1 | Set 2 | Set 3 | Set 4 | Set 5 | Total  |
| ----------- | ----- | -------- | ----- | -------- | ----- | ----- | ----- | ----- | ----- | ------ |
| 23 de julio | 17:00 | Japón    | 3 : 2 | Italia   | 25–18 | 25–23 | 17–25 | 17-25 | 15-9  | 99–100 |

### Final
| Fecha       | Hora  | Equipo 1 | Sets  | Equipo 2       | Set 1 | Set 2 | Set 3 | Set 4 | Set 5 | Total |
| ----------- | ----- | -------- | ----- | -------------- | ----- | ----- | ----- | ----- | ----- | ----- |
| 23 de julio | 20:30 | Polonia  | 3 : 1 | Estados Unidos | 25–23 | 24–26 | 25–18 | 25–18 |       | 99–85 |

## Posiciones finales
| Pos.              | Equipo         |
| ----------------- | -------------- |
| Medalla de oro    | Polonia        |
| Medalla de plata  | Estados Unidos |
| Medalla de bronce | Japón          |
| 4                 | Italia         |
| 5                 | Argentina      |
| 6                 | Brasil         |
| 7                 | Eslovenia      |
| 8                 | Francia        |
| 9                 | Serbia         |
| 10                | Países Bajos   |
| 11                | Alemania       |
| 12                | Canadá         |
| 13                | Cuba           |
| 14                | Irán           |
| 15                | Bulgaria       |
| 16                | China VCC      |

| \| \| \| \| \| Campeón Polonia[6] 1.er título \| Plantel: 3 Jakub Popiwczak, 5 Łukasz Kaczmarek, 6 Bartosz Kurek , 9 Wilfredo León Venero, 10 Bartosz Bednorz, 11 Aleksander Śliwka, 12 Grzegorz Łomacz, 15 Jakub Kochanowski, 16 Kamil Semeniuk, 17 Paweł Zatorski, 19 Marcin Janusz, 20 Mateusz Bieniek, 21 Tomasz Fornal, 99 Norbert Huber Entrenador: Nikola Grbić |
| |
| |
| Campeón Polonia 1.er título |

|                             |
|                             |
| Campeón Polonia 1.er título |

## Distinciones individuales
| Categoría                 | Ganadora                        |
| ------------------------- | ------------------------------- |
| Jugador Más Valioso (MVP) | Paweł Zatorski                  |
| Mejor colocador / armador | Micah Christenson               |
| Mejor atacante opuesto    | Łukasz Kaczmarek                |
| Mejor punta / receptor    | Aleksander Śliwka Yūki Ishikawa |
| Mejor central / medio     | David Smith Jakub Kochanowski   |
| Mejor líbero              | Paweł Zatorski                  |
| Mayor anotador            | Yūki Ishikawa (275 pts)         |